# 孔萨克
孔萨克（法語：Consac，法語發音：[kɔ̃sak]）是法国滨海夏朗德省的一个市镇，位于该省南部，属于容扎克区。

## 地理
孔萨克（45°25'4"N, 0°35'43"W）面积9.13 平方千米，位于法国新阿基坦大区滨海夏朗德省，该省份为法国西部滨海省份，北起旺代省，西临大西洋，南至吉倫特省，东南接多爾多涅省，东北接德塞夫勒省接壤，东临夏朗德省。
与孔萨克接壤的市镇（或旧市镇、城区）包括：尼约勒勒维鲁伊、普拉萨克、圣西耶迪塔永、圣迪藏迪布瓦、圣西吉斯蒙-德克莱蒙、瑟米亚克、瑟穆萨克。

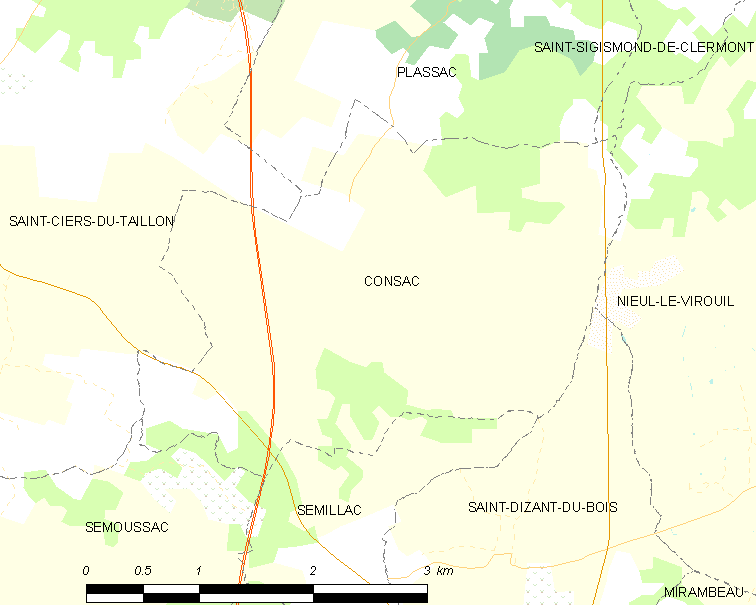
孔萨克的OSM定位图

孔萨克的时区为UTC+01:00、UTC+02:00（夏令时）。

## 行政
孔萨克的邮政编码为17150，INSEE市镇编码为17116。

## 政治
孔萨克所属的省级选区为容扎克县。

## 人口

1962-2008年间孔萨克人口变化图示

孔萨克于2022年1月1日时的人口数量为235人。